# Valle de Sedano
Valle de Sedano – gmina w Hiszpanii, w prowincji Burgos, w Kastylii i León, o powierzchni 264,06 km². W 2011 roku gmina liczyła 487 mieszkańców.